# Hapsinotus carinatus
Hapsinotus carinatus là một loài tò vò trong họ Ichneumonidae.